# رصغ

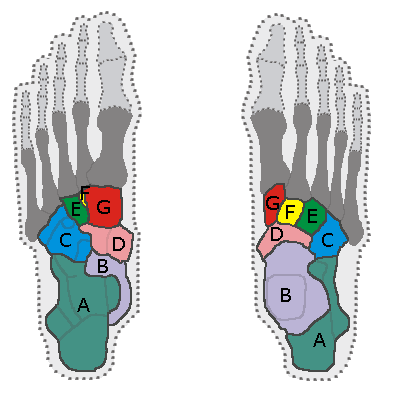
عظام الرصغ'.
الرسم إلى اليمين نظرة من أعلى القدم ، والرسم إلى اليسار نظرة من أسفل القدم :
A- عظم العقب (Calcaneus).
B- عظم الكاحل (Talus bone).
C- العظم النردي (Cuboid bone).
D- العظم الزورقي (Navicular bone).
E- عظم إسفيني وحشي (Lateral cuneiform bone).
F- عظم إسفيني أوسط (Intermediate cuneiform bone).
G- عظم إسفيني إنسي (Medial cuneiform bone).
- العظام المبيّنة باللون الرمادي الداكن (الغامق) هي عظام مشط القدم (Metatarsal bones).
- العظام المبيّنة باللون الرمادي الفاتح هي سُّلاَمَيات القدم (Phalanges of the foot).

الرُصُغ (بالإنجليزية: Tarsus)‏ أو رسغ القدم أو عظام العرقوب هي مجموعة عظام صغيرة في مفصل القدم عند الفقاريات.
عند الإنسان، يشمل الرصغ سبعة عظام يتمفصل أحدها وهو عظم الكاحل مع عظمي الساق وهما الشظية والظنبوب.
عظام الرصغ حسب تناقص حجمها:
1. عظم العقبي أو (العقب)
2. عظم الكاحل
3. العظم النردي
4. العظم الزورقي
5. الإسفيني الإنسي
6. الإسفيني الأوسط
7. الإسفيني الوحشي

- تتمفصل النهاية الأمامية لعظم الكاحل مع العظم الزورقي.
- تتمفصل النهاية الأمامية لعظم العقب مع العظم النردي.
- تتوضع العظام الإسفينية الثلاثة بين العظم الزورقي من الخلف والعظام المشطية الثلاثة الأولى من الأمام.
- يقع العظم النردي وحشي العظم الزورقي والعظم الإسفيني الوحشي، ويتمفصل في الأمام مباشرة مع المشطين الرابع والخامس.